# Delsjön (stadsdel)
Delsjön är en stadsdel i östra Göteborg med stadsdelsnummer 48. Stadsdelen bildades genom beslut av magistraten i Göteborg den 15 juni 1923 och ingick fram till 1922 i Örgryte landskommun. Stadsdelsgrannar är: nr 52 Kallebäck i sydväst; nr 51 Skår i väster; nr 49 Torp i väster; nr 46 Kålltorp i nordväst och nr 47 Sävenäs i norr. I öster gränsar man mot Partille och i sydost mot Råda. Stadsdelen har en areal på 726 hektar.

## Historia
Området vid Delsjön var utmark till byarna och gårdarna i Örgryte socken och flera torp anlades där. I början av 1800-talet bestod stora delar av området av ljunghedar, då skogen utnyttjats hårt. Göteborgs stad köpte under 1860-talet mark norr om Stora Delsjön och anlade ett vattenverk där under åren 1869–1871. Under slutet av 1800-talet planterades skog på marken och under första hälften av 1900-talet blev området ett friluftsområde, där ett kolonistugeområde anlades år 1926 och Skatås motionscentrum började uppföras på 1940-talet.